# أكيرا يايجاشي
أكيرا يايجاشي (باليابانية: 八重樫東) مواليد 25 فبراير 1983 في اليابان، هو ملاكم محترف ياباني يصنف ضمن فئة وزن الذبابة بدأ مسيرته الاحترافية سنة 2005 حيث انتصر في نزاله الأول. حقق بطولة رابطة الملاكمة العالمية وبطولة المجلس العالمي للملاكمة.

## المسيرة الاحترافية
من نزالاته:
- خسر أمام رومان غونزاليس بالضربة الفنية القاضية (05-09-2014).
- انتصر على إدغار سوسا (06-12-2013).
- انتصر على توشيوكي إيغاراشي (08-04-2013).
- خسر أمام كازوتو إوكا (20-06-2012).

## إحصائيات
خاض خلال مسيرته 33 نزالا، فاز في 27 ولم يتعادل وخسر في 6. فاز بالضربة القاضية في 15 نزالا.

## روابط خارجية
- أكيرا يايجاشي على موقع بوكس ريك (الإنجليزية) (registration required)